# Somrai jezik
Somrai jezik (ISO 639-3: sor; sibine, somre, somrei, soumrai, soumray, sounrai, sumrai), afrazijski jezik istočnočadske skupine, nerazumljiv nijednom drugom čadskom jeziku; leksička sličnost 47% jeziku ndam [ndm]. Govori ga 7 410 ljudi (1993 census) u čadskoj regiji Tandjilé, u departmanu Tandjilé Est. Glavno mu je središte Domogou.
Somrai pripada jezičnoj podskupini somrai-tumak

## Vanjske poveznice
- Ethnologue (14th)
- Ethnologue (15th)